# Richard Picbauer
Richard Picbauer (2. února 1886 Záseka – 30. srpna 1955 Brno, užíval zkratku Picb.) byl český mykolog.

## Biografie
Richard Picbauer se narodil v roce 1886 v Zásece nedaleko Velkého Meziříčí, mezi lety 1902 a 1906 vystudoval gymnázium v Třebíči, kde se přátelil s Jindřichem Suzou, Rudolfem Dvořákem a Janem Zavřelem. Následně nastoupil do ročního abiturientského učitelského kurzu do Kroměříže, kde se účastnil práce v Přírodovědeckém klubu v Prostějově. Následně v roce 1908 nastoupil na pozici učitele ve Chválkovicích nedaleko Olomouce, v Olomouci navštěvoval často univerzitní knihovnu, kde se nadále vzdělával v oboru mykologie. V roce 1910 absolvoval zkoušky z fyziky, přírodopisu a matematiky a nastoupil do měšťanské školy v Hodolanech, kde začal ještě více publikovat články z oboru mykologie. V roce 1914 nastoupil na základní vojenskou službu do Jihlavy, kde přečkal po dobu první světové války a až v roce 1919 odešel do Brna učit opět na měšťanskou školu.
Tam se pak věnoval nadále mykologii a setkal se a přátelil se s Josefem Podpěrou, Vladimírem Úlehlou a Františkem Švestkou. V roce 1923 nastoupil na pozici dobrovolného pracovníka v fytopatologickém ústavu a od roku 1924 pracoval jako odborný učitel - mykolog v fytopatologické sekci Zemských výzkumných ústavů zemědělských v Brně. V roce 1925 pak získal na Přírodovědecké fakultě Masarykovy univerzity titul doktora přírodních věd, kdy titul získal za práci publikovanou až roku 1927. Postupně se věnoval určování různých druhů hub na Moravě i v Čechách. Od roku 1939 pracoval jako vrchní zemský komisař Výzkumných ústavů zemědělských v Brně a v roce 1945 se stal zemským radou, kterým byl až do roku 1948, kdy odešel do důchodu. I nadále pracoval v oblasti mykologie, kdy jej Česká mykologická společnost jmenovala čestným členem vědeckého a redakčního výboru.

## Dílo
Věnoval se výzkumu rzí a plísní, určoval také houby a nacházel a zkoumal výskyty nových nebo dosud nenalezených hub na Moravě. Věnoval se také botanice v okolí Třebíče, odkud pocházel. Jeho první prací v rámci Přírodovědeckého klubu v Prostějově byla práce s názvem Příspěvek ku poznání květeny okolí Třebíče a některých míst okresu Velkomeziříčského a Náměšťského. Byl členem Přírodovědeckého klubu v Třebíči.
Jeho dílo a herbář je uložen v bytě jeho rodiny v Brně. V etymologii trav se používá označení "picbaueri" na počest Richarda Picbauera.